# Le Salaire de la peur (pel·lícula de 1953)
Le Salaire de la peur és una pel·lícula de l'any 1953 dirigida per Henri-Georges Clouzot i protagonitzada per Yves Montand i Charles Vanel.

## Argument
Las Piedras, a l'Amèrica Llatina. A causa d'una acumulació de gasos, s'incendia un dels pous de petroli de la Southern Oil Company. Per a aturar el foc, cal fer esclatar quatre tones de nitroglicerina al bell mig del pou. El director de l'empresa, el nord-americà Bill O'Brien (William Tubbs), oferirà dos mil dòlars a qui accepti transportar l'explosiu. Mario (Yves Montand), Luigi (Folco Lulli), Bimba (Peter van Eyck) i el dur Jo (Charles Vanel) s'hi presenten voluntaris. Els camions són vells i els camins plens de pedres i clots, però ells corren el risc de travessar la selva. Temen que en qualsevol moment puguin saltar pels aires.

## Context històric i artístic
Mosquits, un sol abrusador, quatre homes temeraris i dos vells camions carregats de nitroglicerina són els elements suficients per a encarrilar la mecànica del neguit i la por d'aquesta pel·lícula, la qual és un thriller atípic i peculiar, situat entre el cinema de suspens i el drama psicològic. Conté episodis de perill, aclaparament i aventura, i presenta caràcters extrets del cinema negre i de la literatura existencialista. El llarg i perillós viatge dels mercenaris és narrat per Clouzot amb vigor suficient i molta tensió, encadenant seqüències en les quals els personatges -i els espectador també- aguanten la respiració i empal·lideixen. Serveixi d'exemple l'anguniejador passatge en el qual un dels camions travessa una petita llacuna de petroli i Jo (Charles Vanel en un paper rebutjat per Jean Gabin) hi queda atrapat. Aquest és un film sobre la peripècia física i l'adversitat pressentida d'uns homes, i és que molt aviat hom sap que els protagonistes de l'arriscat viatge són, a més de fracassats, uns absoluts perdedors. L'argument capital de la pel·lícula és el mateix viatge a través de la selva, ple de contratemps i dificultats, però el guió també admet alguns apunts secundaris relatius a l'explotació capitalista dels països subdesenvolupats i al colonialisme, trets gens estranys en una pel·lícula basada en la novel·la d'un confessat autor antiimperialista (Georges Arnaud): "On hi ha petroli, hi ha americans", diu un dels personatges.
Encara que rodada a la Provença, la pel·lícula fa una convincent recreació d'una Amèrica tropical plena de paisatges abruptes i camins pedregosos. Més endavant, la novel·la tornaria a ésser portada al cinema, primer amb el títol de Violent road (Howard W. Koch, 1958) i després com Sorcerer (William Friedkin, 1977). Yves Montand, que ja havia refusat viatjar a l'Espanya franquista per a fer la pel·lícula de Clouzot, va negar-se a participar en aquesta darrera, en la qual tenen papers Roy Scheider i Paco Rabal.

## Frases cèlebres
| « | "Compte! A la dreta hi ha un clot!" (Yves Montand com a Mario) | » |

| « | Mario: "Quan algú altre està conduint, tinc por." | » |

## Curiositats
- Les acusacions d'antiamericanisme van fer que la censura dels Estats Units tallés diverses escenes claus de la pel·lícula.[4]
- Yves Montand i Charles Vanel van contreure una conjuntivitis després de filmar en un bassal de petroli i d'haver-ne estat exposats als vapors.[4]
- Henri-Georges Clouzot tenia previst originalment fer-ne el rodatge a Espanya, però Yves Montand s'hi va negar per la seua oposició al dictador feixista Francisco Franco. Finalment, la filmació va tindre lloc en el sud de França (la Camarga) i el poble que es veu al film es va haver de construir expressament per a l'ocasió.[4]
- És la primera pel·lícula que guanyà, el mateix any, la Palma d'Or al Festival Internacional de Cinema de Canes i l'Os d'Or al Festival Internacional de Cinema de Berlín.[4]
- Fou el primer film de Véra Clouzot (muller del director Henri-Georges Clouzot), la qual només va actuar en tres pel·lícules al llarg de tota la seua carrera cinematogràfica i sempre a les ordres del seu marit.[4]
- Jean Gabin va rebutjar el paper que, finalment, fou adjudicat a Charles Vanel perquè creia que els seus admiradors no pagarien per a veure'l en el paper d'un personatge covard.[4][5]
- Fou el primer paper dramàtic d'Yves Montand.[4]
- Fou la quarta pel·lícula més taquillera a França l'any de la seua estrena.[4]
- És inclosa al llibre 1001 Movies You Must See Before You Die (1001 pel·lícules que cal veure abans de morir) editat per Steven Jay Schneider.[4]
- Surt a l'episodi núm. 22 (Vox Sola) de la primera temporada de la sèrie de ciència-ficció Star Trek: Enterprise quan la tripulació de la nau es dedica a visionar pel·lícules antigues per a relaxar-se en els seus viatges espacials.[4]
- Fou la primera pel·lícula doblada en valencià, als Estudis Tabalet.[6]

## Errades del film
- Quan Bimba s'està afaitant a la cabina del camió, té el costat dret de la seua cara coberta de crema d'afaitar, però, quan es gira per a parlar amb Luigi, hom pot veure com el costat dret de la cara és net de la susdita crema.[7]
- Hom pot veure com el camió és net després d'haver conduït a través del petroli.[7]
- Mario salta de la cabina i corre cap a la plataforma que ha col·lapsat, mentre que Jo s'amaga als turons. Amb ningú a la cabina, el motor s'atura com si algú l'hagués apagat.[7]
- Quan Mario llança una pedra a la cara de Jo, tot i que ell és situat a un nivell superior, la pedra sembla colpejar la cara de Jo des de baix.[7]
- L'ona expansiva de l'explosió arriba abans que la detonació.[7]

## Premis
- 1953: Festival Internacional de Cinema de Canes (Palma d'Or al Millor Actor, Charles Vanel)
- 1953: Festival Internacional de Cinema de Berlín: Os d'Or
- 1954: Premis BAFTA (Millor Pel·lícula)[8]